# Lentigny (Loire)
Lentigny ist eine französische Gemeinde mit 1.794 Einwohnern (Stand: 1. Januar 2022) im Département Loire in der Region Auvergne-Rhône-Alpes. Sie gehört zum Arrondissement Roanne und zum Kanton Renaison.

## Geographie
Die Gemeinde Lentigny liegt am Ostrand der Monts de la Madeleine, etwa acht Kilometer südwestlich von Roanne. Durch das Gemeindegebiet fließt der Lourdon in den Loire-Stausee Lac de Villerest. Umgeben wird Lentigny von den Nachbargemeinden Saint-André-d’Apchon im Norden, Ouches im Nordosten, Villerest im Osten, Saint-Jean-Saint-Maurice-sur-Loire im Südosten und Süden, Ouches im Süden, Villemontais im Westen und Südwesten sowie Saint-Alban-les-Eaux im Nordwesten.

## Bevölkerungsentwicklung
| Jahr                       | 1962 | 1968 | 1975 | 1982 | 1990 | 1999 | 2006 | 2015 | 2022 |
| Einwohner                  | 752  | 842  | 1010 | 1311 | 1411 | 1351 | 1395 | 1695 | 1794 |
| Quellen: Cassini und INSEE |      |      |      |      |      |      |      |      |      |

## Sehenswürdigkeiten
- Kirche Mariä Himmelfahrt